# مقاطعة مة ولات
مقاطعة مة ولات (بالفارسية: شهرستان مه‌ولات) هي إحدى مقاطعات محافظة خراسان رضوي في إيران. كان عدد سكان المقاطعة سنة 2006 حوالي 47,068 نسمة.